# 小烏來瀑布

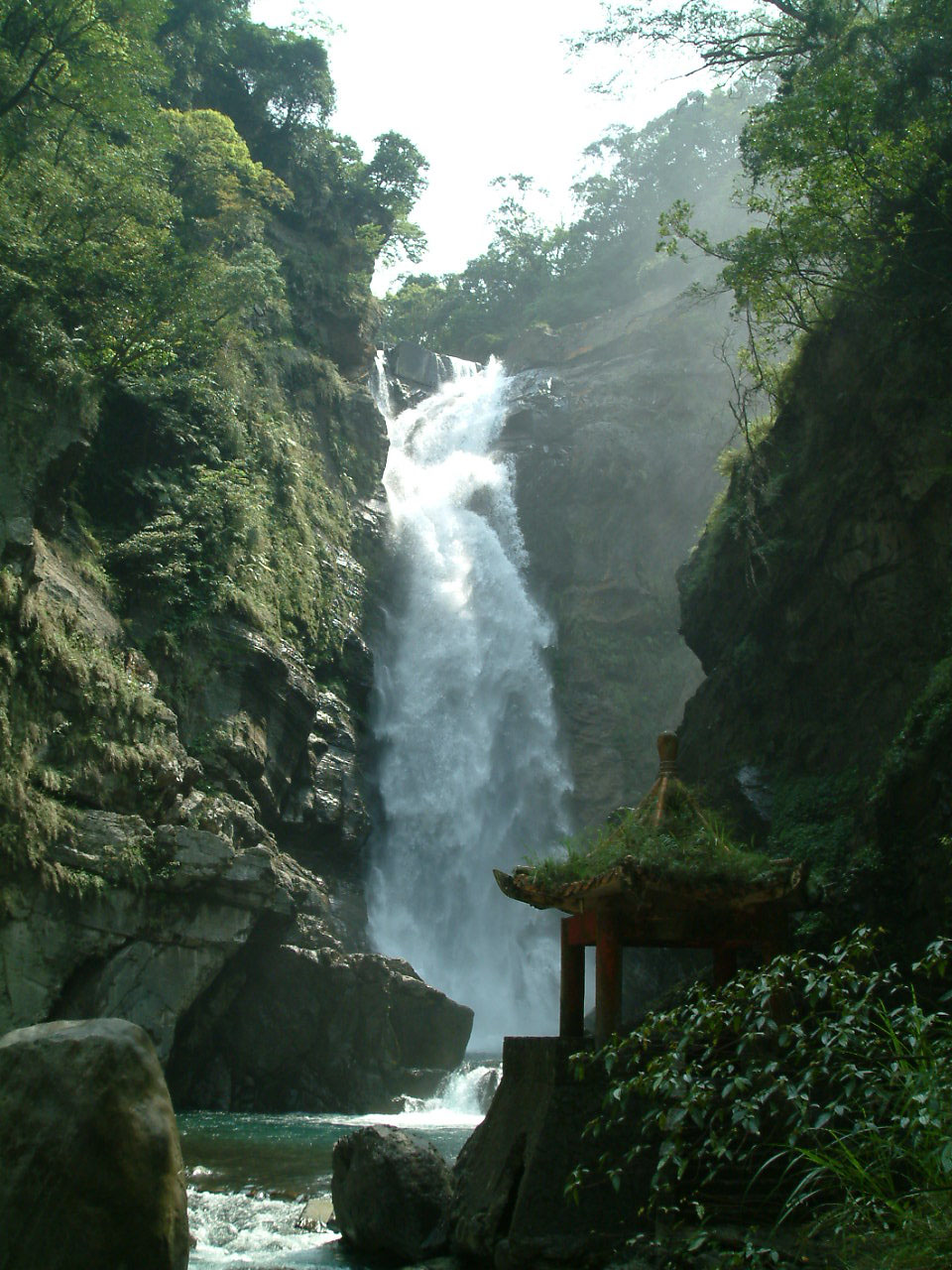
由瀑底拍攝小烏來瀑布

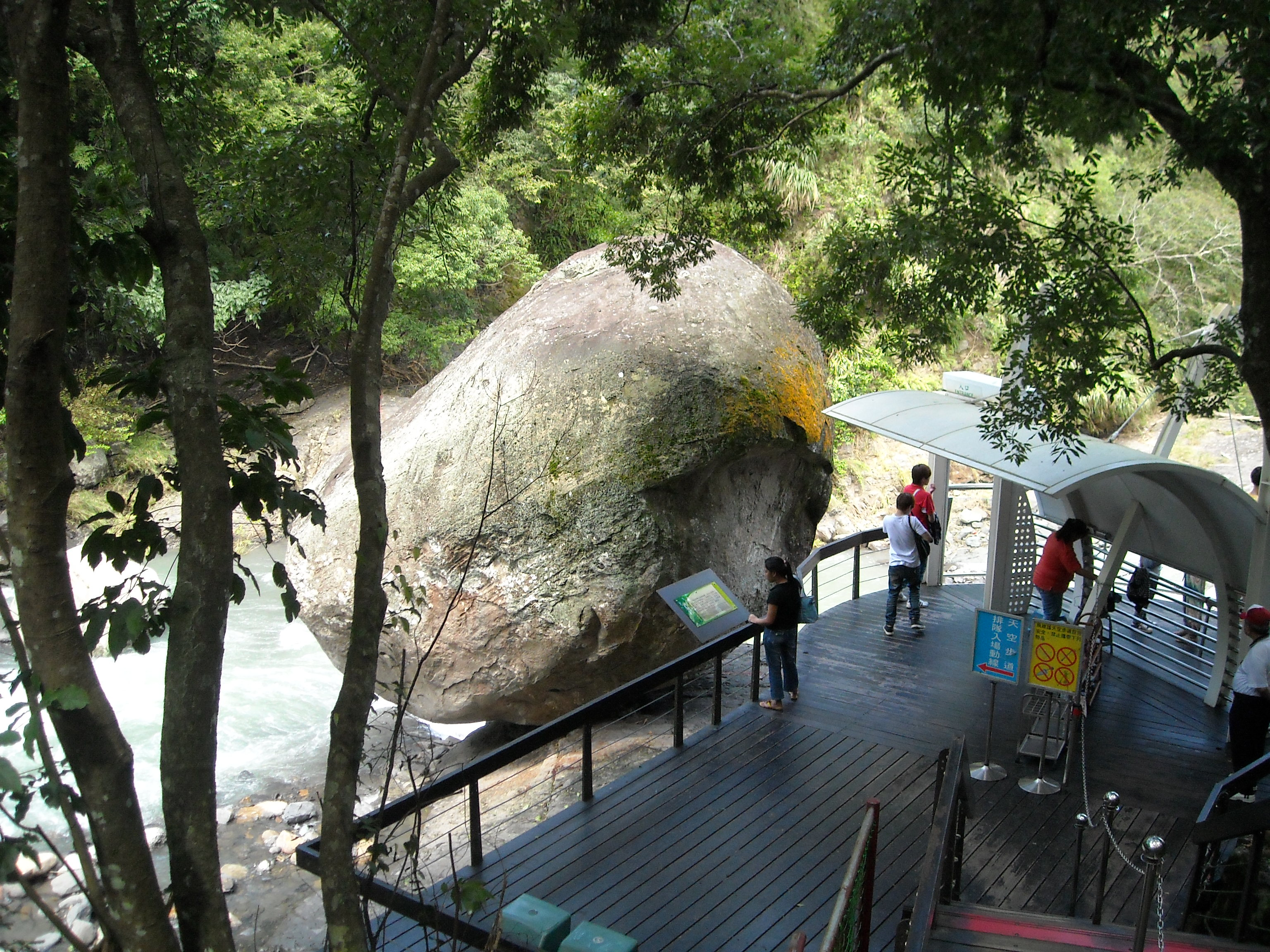
小烏來瀑布旁的風動石

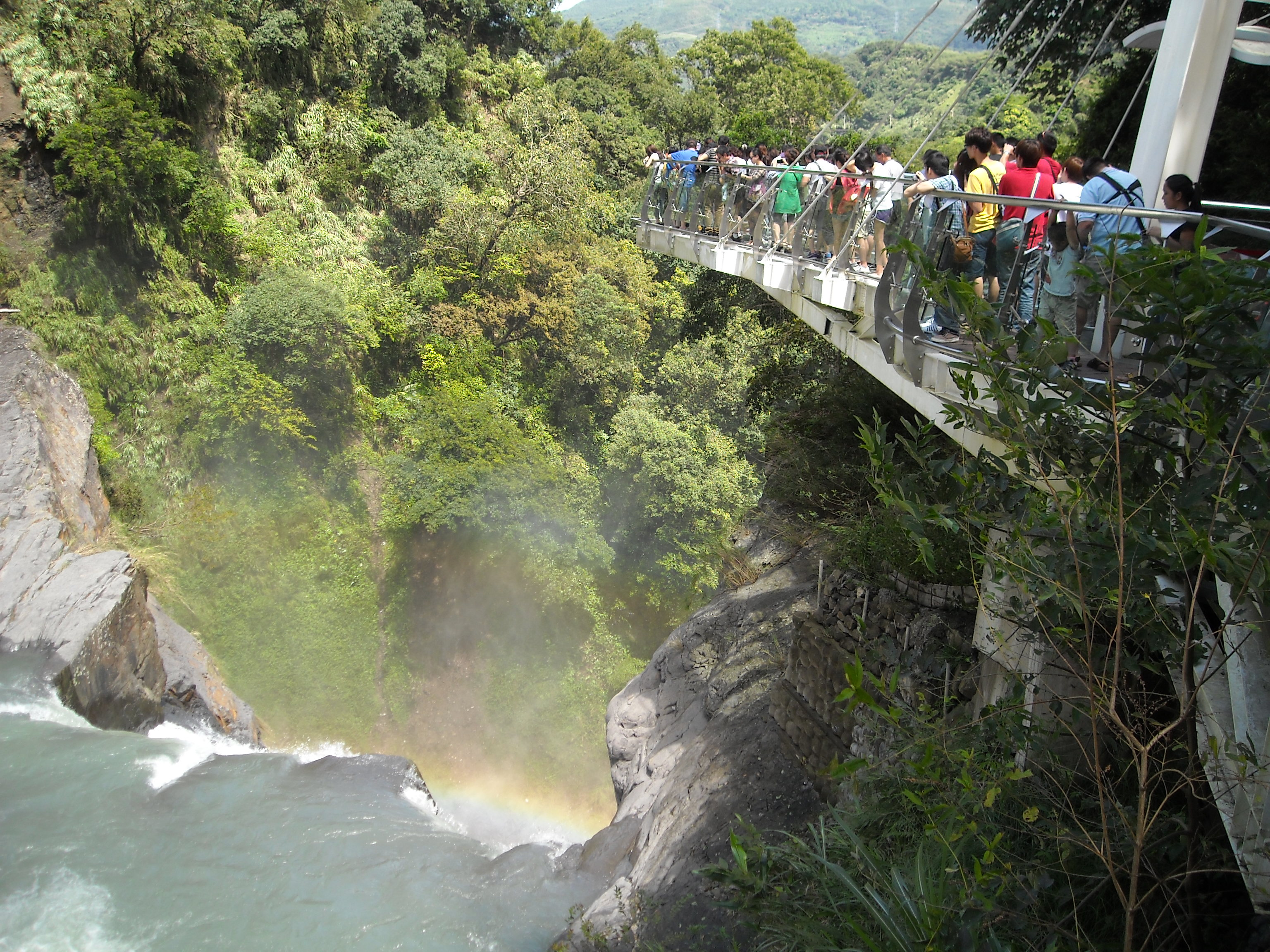
小烏來瀑布上方的天空步道

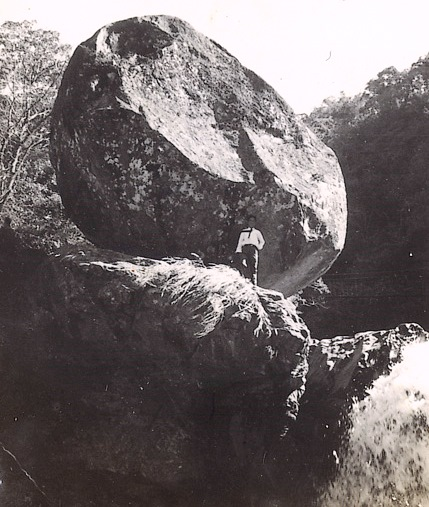
1957年小烏來風動石

小烏來瀑布位於桃園市復興區義盛里，大漢溪支流宇內溪之下游，屬淡水河流域，因景觀和位於新北市烏來區的烏來瀑布相似而得名。小烏來瀑布屬「斷層懸谷型」瀑布，也是宇內溪瀑布群中規模最大、也最為壯觀的。瀑布分為上中下三層，以溪水突遇斷層陷落直墜50公尺下深潭的中層瀑布最為壯觀。上層瀑布高約3公尺，與中層瀑布間有一瀑潭，下層瀑布緊鄰中層瀑布下方鋪潭缺口，高約2公尺。桃園市政府在此處設有小烏來風景特定區，為北部橫貫公路沿線著名的觀光旅遊景點。風景區入口不遠處，建有一座四層樓之觀景台可遠眺瀑布景觀，觀景台下方則設有步道可至瀑布底部。瀑布上方興建有小烏來天空步道，於2011年7月2日開放，可隔著玻璃俯視瀑布跌落的壯闊景觀，驚險刺激。

## 交通資訊
- 自行開車：由國道3號下大溪交流道後，由 市道112甲線轉 台3線往大溪方向，再轉 台7線（北橫公路）依指標往宜蘭方向行駛，過霞雲橋後見小烏來特定風景區指標左轉興溪道路進入即可抵達，停車空間約40格。
- 大眾運輸：
  - 搭乘台鐵至桃園車站，轉乘桃園客運5096線【桃園－大溪】至大溪站下車。再轉乘桃園客運5105線【大溪－小烏來】至小烏來站下車。
  - 搭乘台灣高鐵至高鐵桃園站，轉乘高鐵快捷公車170線【高鐵桃園站－中壢】至中壢車站，於後站轉乘桃園客運5098線【中壢－大溪】至大溪站下車。再轉乘桃園客運5105線【大溪－小烏來】至小烏來站下車。

## 外部連結
- . 桃園縣政府風景區管理處.   [2020-08-22]. （原始内容存档于2021-05-18）.
- . 交通部觀光署. （原始内容存档于2020-11-05）.}
- . 桃園觀光導覽網. 桃園縣政府觀光行銷局. （原始内容存档于2020-11-05）.
- . 桃園觀光導覽網. 桃園縣政府觀光行銷局. （原始内容存档于2017-07-03）.
- 小烏來天空步道參觀申請系統 （页面存档备份，存于）